# Giải vô địch bóng đá nữ châu Âu 1989
Giải vô địch bóng đá nữ châu Âu 1989 do UEFA tổ chức diễn ra từ ngày 28 tháng 6 đến ngày 2 tháng 7 năm 1989 tại Tây Đức. Tây Đức đã thắng Na Uy với tỉ số 4-1 trong trận chung kết.

## Bán kết
| Tây Đức           | 1-1 (s.h.p.) | Ý            |
| ----------------- | ------------ | ------------ |
| Neid 57'          | (Chi tiết)   | Vignotto 72' |
| Loạt sút luân lưu |              |              |
|                   | 4-3          |              |

| Na Uy                  | 2-1        | Thụy Điển    |
| ---------------------- | ---------- | ------------ |
| Medalen 1' · Grude 52' | (Chi tiết) | Videkull 54' |

## Tranh hạng ba
| Thụy Điển                       | 2-1 (h.p.) | Ý              |
| ------------------------------- | ---------- | -------------- |
| Sundhage 43' · H. Johansson 94' | (Chi tiết) | Ferraguzzi 28' |

## Chung kết
| Tây Đức                                 | 4-1        | Na Uy     |
| --------------------------------------- | ---------- | --------- |
| Lohn 22', 36' · Mohr 45' · Fehrmann 73' | (Chi tiết) | Grude 54' |

## Vô địch
| Giải vô địch bóng đá nữ châu Âu 1989 |
| ------------------------------------ |
| · Tây Đức · Lần thứ nhất             |

## Cầu thủ ghi bàn
2 bàn
- Ursula Lohn
- Sissel Grude

1 bàn
| - Angelika Fehrmann - Heidi Mohr - Silvia Neid | - Linda Medalen - Helen Johansson - Pia Sundhage | - Lena Videkull - Feriana Ferraguzzi - Elisabetta Vignotto |